# FinFisher
FinFisher se je pojavil kot nadzorni sistem, uporabljen s strani vlade za odkrivanje kriminala. Uporabljali so ga recimo za lažje odkritje organiziranega kriminala. Drugo ime zanj je tudi FinSpy. Leta 2008 ga je prvič opisal Brian Krebs, komentator varnostne opreme pri iTunes. 
Je zlonamerna programska oprema oziroma računalniški virus, ki izvaja nadzor nad računalniškimi programi. Poznamo več vrst zlonamerne programske opreme kot so internetni črv, trojanski konj, itd. 
FinFisher je virus, ki se pripne na program ali datoteko tako, da se lahko razširi iz enega računalnika v druge in jih tako okuži. V žargonu se največkrat uporablja beseda »virus« za kakršenkoli zlonamerni program, čeprav tej definiciji ustreza še redko kateri. FinFisher oziroma FinSpy  je vohunski program, ki ga je mogoče prenesti in namestiti neopazno skupaj z drugimi aplikacijami. 

## Skupina Gamma International
Skupina Gamma International je britansko podjetje, ki je bilo ustanovljeno leta 1990. Razvili so vohunsko programsko opremo imenovano FinFisher. Le tega zdaj uporablja vedno več držav za vohunjenje, nadziranje in druge obveščevalne dejavnosti. Gamma International je del skupine Gamma Group s sedežem v Veliki Britaniji, ki zagotavlja napreden tehnični nadzor, napredno vladno usposabljanje, mednarodno svetovanje nacionalnih in državnih obveščevalnih služb ter organov pregona. Gamma Group ima pisarne tudi v Nemčiji, jugovzhodni Aziji in na Bližnjem vzhodu. Seznam uporabnikov obsega 36 držav, v naši bližini so to Avstrija, Madžarska, Nemčija in Srbija. FinFisher so uporabili tudi pri iskanju upornikov v Bahrajnu in Egiptu. Lastnik skupine Gamma International je William Louthean Nelson. 

## Delovanje grožnje
Program uporablja različne trike, da bi bodoče žrtve pripravil do namestitve. Predstavljanje pod imenom Firefox je le eden od njihovih trikov. FinFisher sicer ne okuži Firefoxa niti nima nobene povezave z njim, se pa predstavlja s to blagovno znamko, da bi ljudi prepričal v svojo neškodljivost. Tako lahko uporabnik naloži nov brskalnik, ki je pravzaprav virus. V Maleziji se recimo skriva pod imeni, ki namigujejo na prihajajoče volitve. Program lahko na mobilnih napravah skrivaj vklopi mikrofon, spremlja lokacijo naprave, spremlja e-pošto, glasovne klice in sms sporočila. Lahko tudi vklopi računalnik, spremlja skype klice, vklopi spletno kamero in tako naprej. Takoj ko je ta zlonamerni program nameščen na računalniški sistem je lahko računalnik daljinsko voden in dostopen če je priklopljen na internetno mrežo.

## Žrtve in odkrivanje
Žrtev lahko postane vsaka oseba katere računalnik se okuži s FinFisher grožnjo. Nevarna je, ker lahko virus oziroma spyware, slika/snema dejavnosti na računalniku, snema pogovore na Skypu, omogoča prižig računalniške kamere in mikrofona. Dejansko vdira v privatno življenje katerekoli osebe, katere računalnik se je okužil s to grožnjo. 
Grožnja se odkrije z raznimi antivirusnimi programi kot je SpyHunter ali Detekt, večina protivirusnih programov kot je CCleaner ali SuperAntiSpyWare pa virusa FinFisher sploh ne prepoznajo. Je zelo nadležen računalniški virus, katerega se je težko znebiti. Pisatelj članka o tem kako se znebiti virusa FinFisher je priporočal, da ima vsak na računalniku TCPview in Detekt antivirusa, saj sta edina, ki prepoznata Finfisher. 
Detekt je prvo orodje, ki je na voljo tudi javnosti in zazna programe, uporabljene s strani vlade. Gre za nekakšen povračilni napad na vlade, katere uporabljajo informacije, pridobljene z nadziranjem, za pridržanja in aretacijo. Razvil ga je nemški raziskovalec za varnost Claudio Guarnieri, program pa je brezplačen in odprtokoden.